# Austin Amelio
Pour les articles homonymes, voir Amelio.
Austin Amelio est un acteur américain né le 27 avril 1988 à Austin au Texas. Il est principalement connu pour le rôle de Dwight  dans The Walking Dead.
Il pratique le skateboard depuis son adolescence et roule pour la marque Roger Skate Co qui l'a promu skateur professionnel en novembre 2022.

## Filmographie

### Cinéma
- 2010 : Potluck : Vincent Lowe
- 2013 : A Kiss Before You Go
- 2014 : Over Again : David
- 2014 : Wind and Rain : John
- 2015 : West Texas
- 2016 : The Free World : Frankie
- 2016 : Everybody Wants Some!! : Nesbit
- 2016 : Putting the Dog to Sleep : Thomas Blankenship
- 2017 : Cabin Crew : Billy
- 2017 : Song to Song : le frère de BV
- 2017 : Song of Myself : Isaac
- 2017 : Lost Nights : Jim
- 2017 : Love Radio : Chad
- 2023 : Hitman de Richard Linklater

### Télévision
- 2014 : Deliverance Creek : un soldat
- 2015 - 2018 : The Walking Dead : Dwight (36 épisodes)
- 2019 - 2023: Fear The Walking Dead : Dwight
- 2025 : When No One Sees Us : Andrew Taylor